# 訃報 1988年11月
訃報 1988年11月（ふほう 1988ねん11がつ）では、1988年（昭和63年）11月中に物故した、又は物故が報じられた人物についてまとめる。

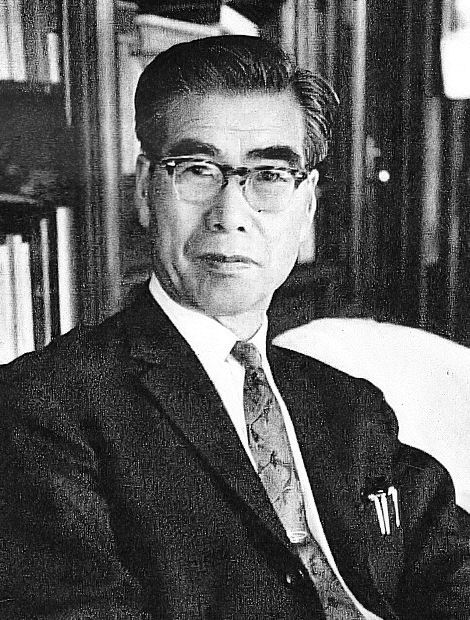
茅誠司／11月9日没

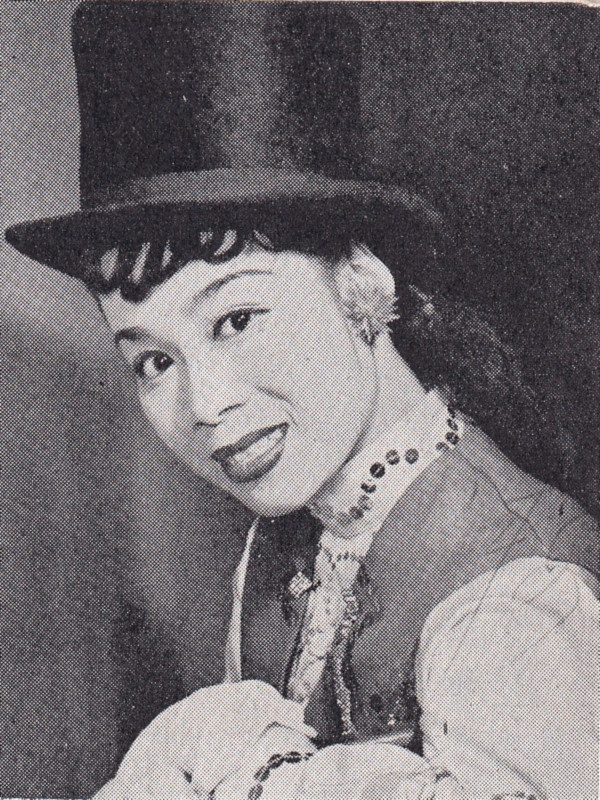
桜京美／11月10日没

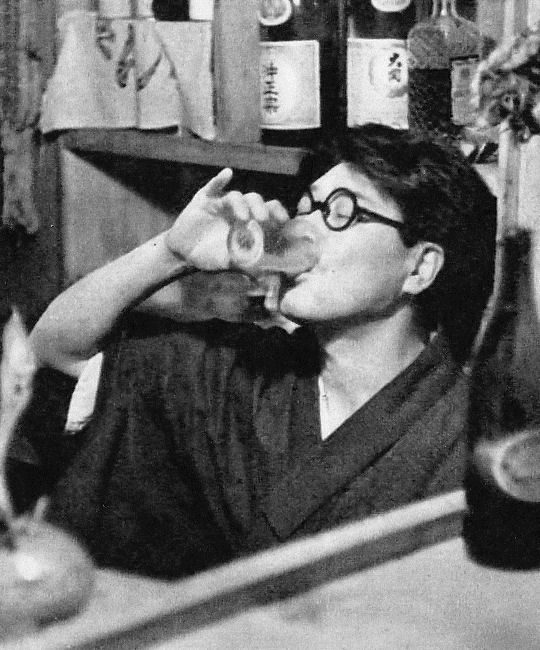
草野心平／11月12日没

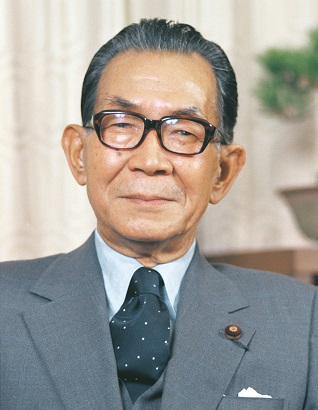
三木武夫／11月14日没

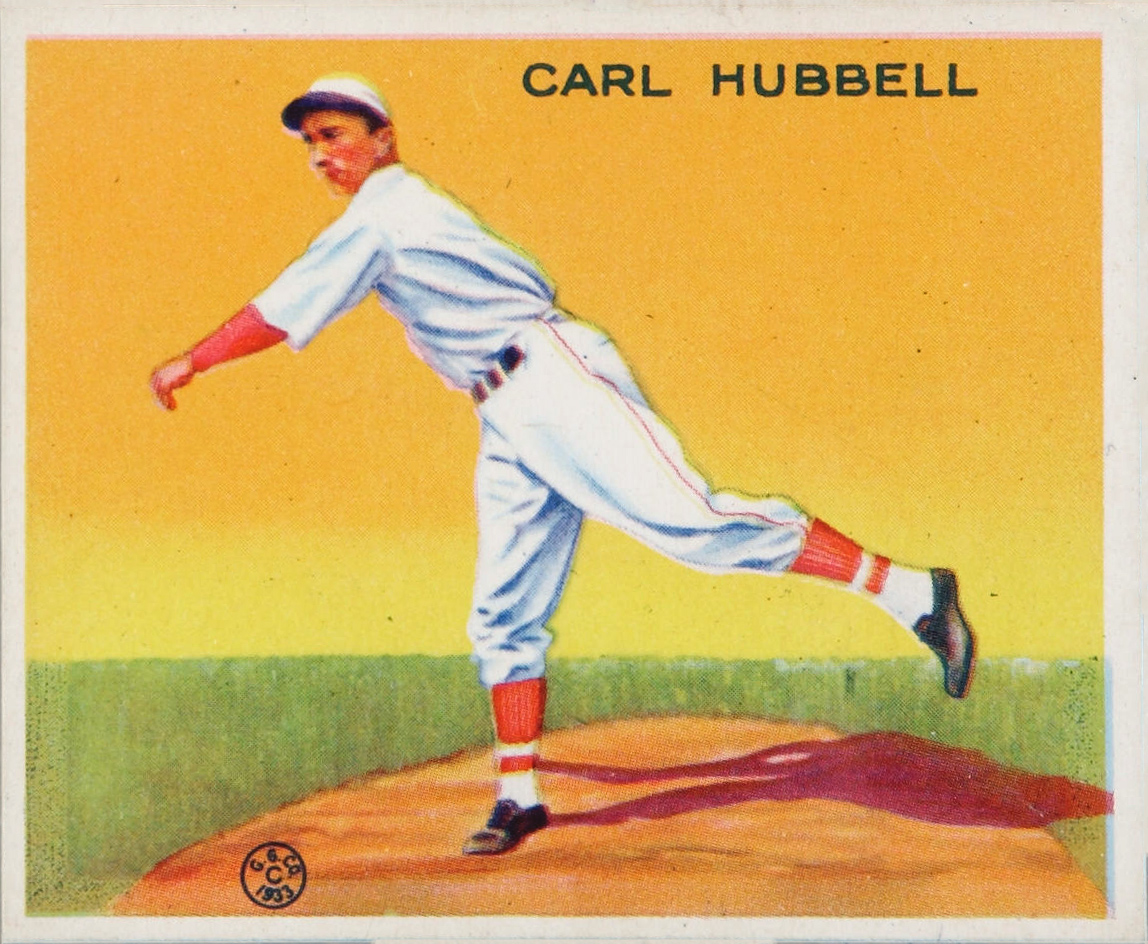
カール・ハッベル／11月21日没

## （1日 - 15日）
- 11月9日 - 茅誠司、物理学者（* 1898年）
- 11月10日 - 桜京美、女優（* 1930年）
- 11月12日 - 草野心平、詩人（* 1903年）
- 11月14日 - 三木武夫、第66代内閣総理大臣（* 1907年）

## （16日 - 30日）
- 11月21日 - カール・ハッベル、メジャーリーガー（* 1903年）
- 11月21日 - 二代目花柳錦之輔、日本舞踊家（* 1941年）
- 11月23日 - 古畑正秋、天文学者（* 1912年）
- 11月23日 - 政岡憲三、アニメーター（* 1898年）
- 11月24日 - 岸田稚魚、俳人（* 1918年）
- 11月27日 - 越村信三郎、経済学者・会計学者（* 1907年）
- 11月28日 - 荒金啓治、別府市市長（* 1897年）
- 11月29日 - 秋田大助、衆議院議員・元自治大臣・法務大臣・衆議院副議長（* 1906年）
- 11月29日 - 福田昌久、元プロ野球選手【南海ホークス・読売ジャイアンツ所属】（* 1934年）